# Hugh McDowell
Hugh McDowell (n. 31 iulie 1953, Londra, Anglia, Regatul Unit – d. 6 noiembrie 2018, Londra, Anglia, Regatul Unit) a fost un interpret englez la violoncel.
1. ↑  Hugh McDowell